# Jan Hoffman (pianista)
Jan Hoffman   (Cracòvia, 11 de juny de 1906 - Cracòvia, 25 d'octubre de 1995) fou un pianista, professor i rector polonès de l'Escola Superior Estatal de Música de Cracòvia.

## Biografia
Va néixer a la família de Juliusz i Regina, de soltera Klein (nascuda el 1877). Es va graduar al Gimnàs St. Jacek de Cracòvia el 1924. Va estudiar al Conservatori de la Societat Musical de Cracòvia sota la supervisió de Józef Śliwiński i Wiktor Łabuński, entre d'altres, i va obtenir el seu diploma el 1928. Després, a Berlín, va fer un curs suplementari de 2 anys (1928–1930) amb Egon Petri com a ajudant, mentre viatjava a Lviv, on va treballar com a professor a l'escola de música de Sabina Kasparek. Entre 1930 i 1931 va estudiar teoria i piano amb Petri i Hugo Leichtentritt a Berlín. Entre 1931 i 1933 va ser professor al Conservatori de Cracòvia. Més tard, fins a l'esclat de la Segona Guerra Mundial, va donar classes particulars de piano a Cracòvia, i a Lviv i Bielsko va impartir cursos per a professors de música.